# Ruda (Ruda Śląska)

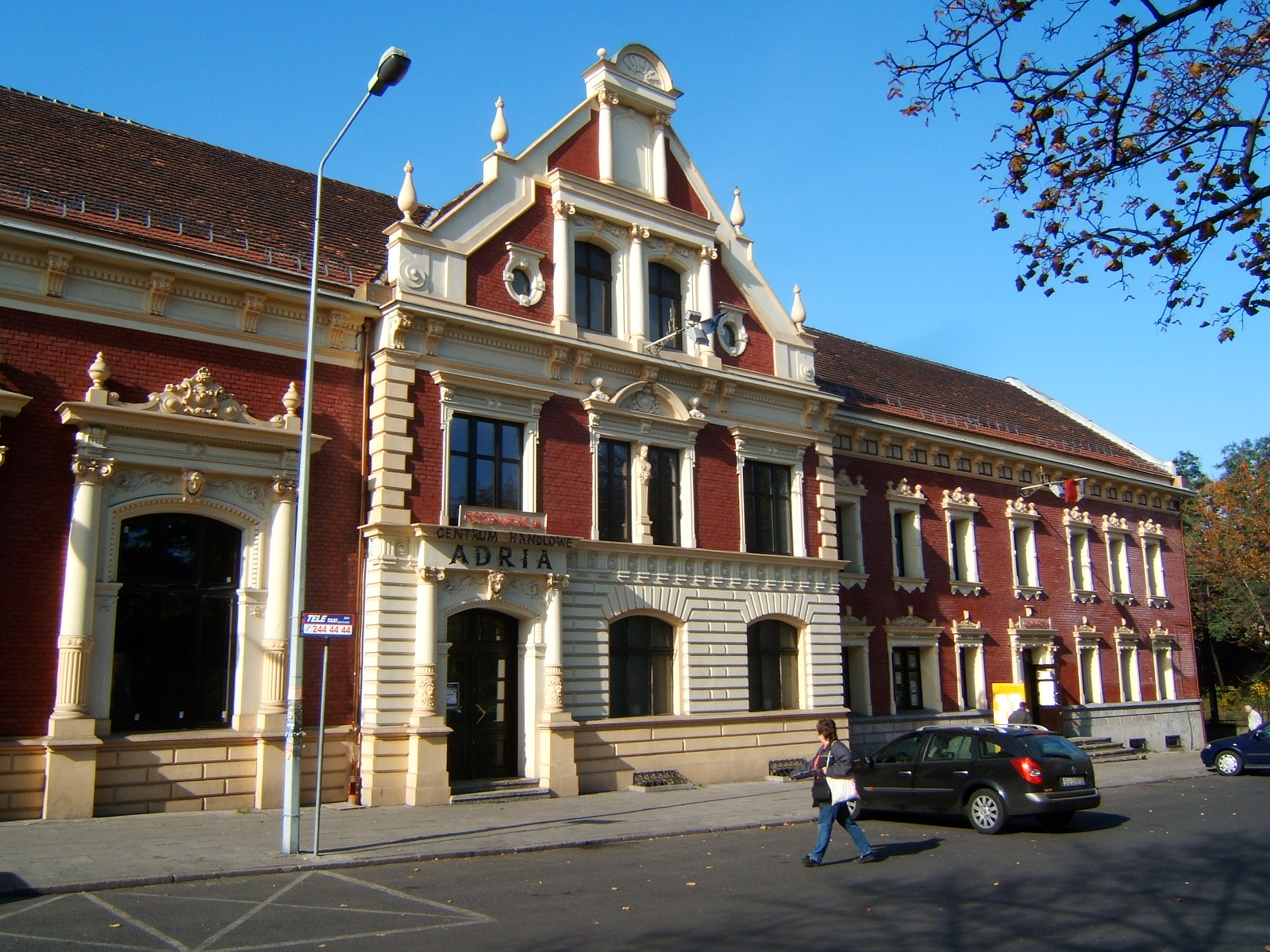
Były Dom Kultury KWK Wawel

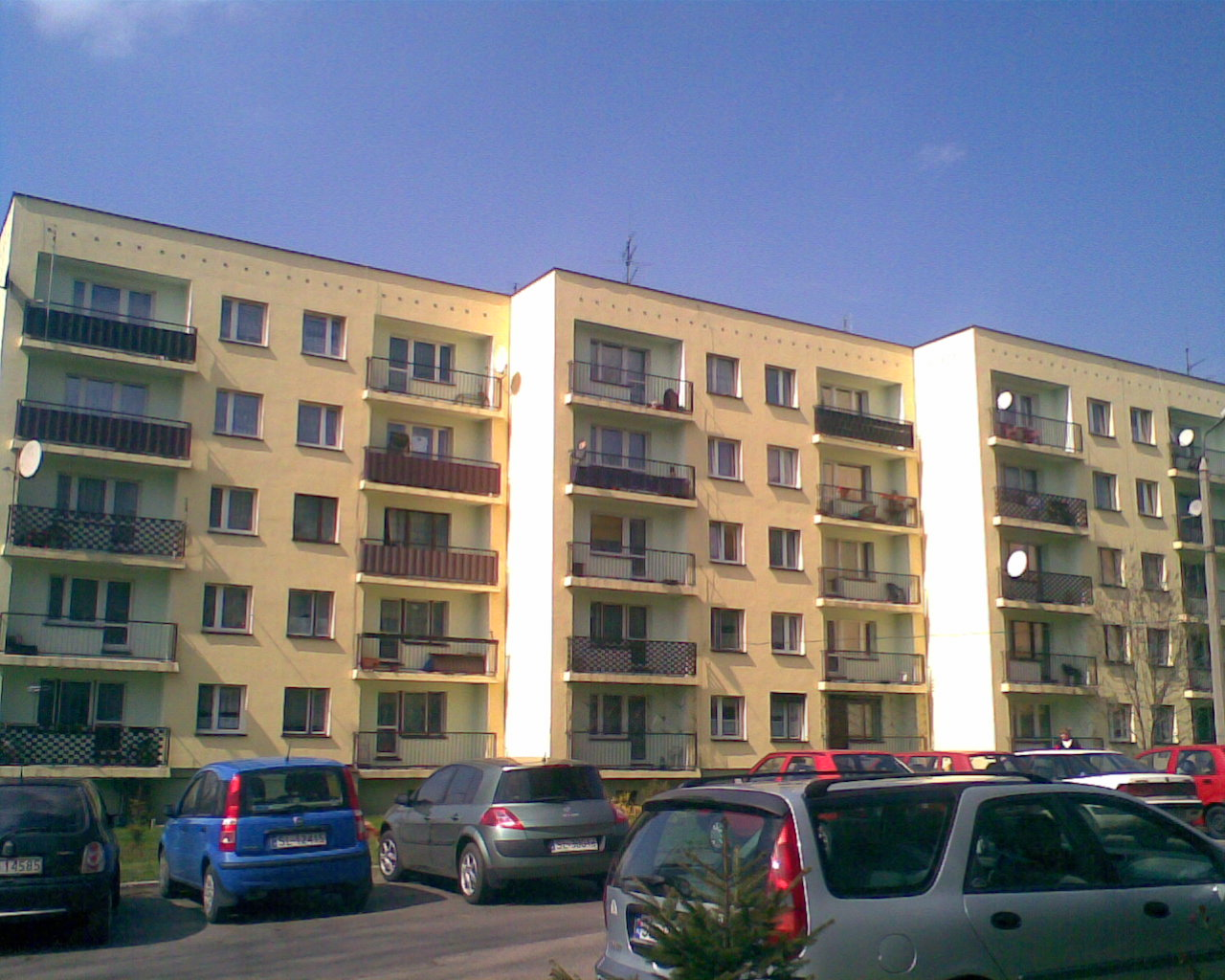
Bloki mieszkalne w Rudzie

Ruda (niem. Ruda) – najstarsza dzielnica Rudy Śląskiej. Według danych z 2006 zamieszkiwało 23 134 osób. W latach 1947–1958 samodzielne miasto, odrębne od Nowego Bytomia i Wirku.

## Historia

### Początki
Pierwsza wzmianka o Rudzie pochodzi z 1295. Jest wtedy wymieniana w Rejestrze ujazdowskim, czyli spisie dóbr biskupstwa wrocławskiego.
Właścicielami wsi byli między innymi: Rudzcy, Gierałtowscy, baron von Stechow, hrabia von Ballestrem. W 1497 wzmiankowany jest tu zamek, później przekształcony w rezydencję pałacową.
Huta ołowiu w Rudzie powstała już przed rokiem 1401, natomiast kuźnica żelaza „Ruda” jest wzmiankowana w 1642. To właśnie od jej nazwy pochodzi nazwa miejscowości.
Wybudowano tu największą hutę cynku w Europie Wschodniej. Nosiła nazwę „Carlshütte” (Huta Karol), a działała w latach 1816–1908. Obok huty w 1855 powstała huta żelaza „Bertha”.

### Przed I wojną światową
W 1770 utworzono kopalnie „Brandeburg” (później „Wawel”), była to jedna z pierwszych kopalni węgla kamiennego na Górnym Śląsku. W 1841 uruchomiono wydobycie w kopalni „Wolfgang” (później „Walenty”). Obydwie kopalnie połączyły się w jedną w 1931. W 1913 powstała kolejna kopalnia – „Graf Franz”. W 1916  powstała koksownia „Wolfgang” (później „Walenty”). Natomiast rok później powstała elektrownia „Nikolaus” (później „Mikołaj”).
Elektryczne oświetlenie w Rudzie doprowadzono w 1889, była to pierwsza wiejska gmina Rzeszy Niemieckiej, gdzie taką instalacje utworzono.
Aptekę otwarto w 1893. Szpital zbudowano w latach 1908–1910, jednak musiano go rozebrać w 1935 z powodu szkód górniczych. W 1903 powstała ochotnicza straż pożarna, która w 1928 otrzymała nową remizę.
Pocztę otwarto w 1850, natomiast w 1897 otrzymała nowy budynek. Dworzec w Rudzie zbudowano w 1866 na linii z Wrocławia do Mysłowic.
Pierwszy kościół pw. Matki Boskiej Różańcowej powstał w latach 1869–1872 według projektu Wachtela. W 1870 zbudowano kaplicę, przekształconą w kościół pw. św. Piusa X, także według projektu Wachtela. Kościół pw. św. Józefa zbudowano na wzór rzymskiej bazyliki San Lorenzo di Campo w latach 1901–1904.
W Rudzie zbudowano wiele szkół o różnym poziomie nauczania. Pierwszą szkołę zbudowano w 1844. Kolejną wybudowano na kolonii Karol w 1859, budynek został zastąpiony w 1870 nowym. Szkołę żeńską zbudowano w 1877. W 1900 zbudowano szkołę na (rudzkiej) Porębie, w okresie międzywojennym szkoła ta stała na granicy polsko-niemieckiej. W 1904 oddano do użytku dwie szkoły: na Kuźnicy i na kolonii Szczęść Boże.
W 1895 powstała szkoła średnia. Szkoła dokształcania i gospodarstwa domowego powstała w 1912, dzisiaj w jej budynku znajduje się Muzeum Miejskie. W 1914 zbudowano szkołę realną (obecne 1 LO)

### Przynależność powiatowa
- 1816–1873 – Kreis Beuthen (powiat bytomski) (Niemcy)
- 1873–1922 – Kreis Zabrze / Kreis Hindenburg (powiat zabrski) (Niemcy)
- 1922–1924 – powiat rudzki (Polska)
- 1924–1939 – powiat świętochłowicki (Polska)
- 1939–1951 – Landkreis Kattowitz (Niemcy) / powiat katowicki (Polska)
- 1951–1958 – powiat miejski Ruda (Polska)
- od 1959 – powiat miejski Ruda Śląska (po połączeniu z Nowym Bytomiem) (Polska)

### Plebiscyt
W Plebiscycie (1921) padło 6212 głosów za Polską i 4105 za Niemcami. Rudę przyłączono do Polski w 1922.

### Połączenia miast
Na mocy ustawy Sejmu Śląskiego z dnia 10 lipca 1939 Ruda otrzymała z dniem 1 stycznia 1940 status miasta, który z powodu okupacji niemieckiej został wprowadzony dopiero 1 stycznia 1947. Do Rudy przyłączono Godulę, Orzegów i Chebzie. 1 stycznia 1959 Ruda wraz z Nowym Bytomiem utworzyły dzisiejsze miasto Ruda Śląska.
Do 1946 siedziba wiejskiej gminy Ruda.

### Czasy współczesne
W sierpniu 2019 rada miasta Ruda Śląska uchwaliła prezydencki projekt utworzenia w dzielnicy parku kulturowego, tym samym rozpoczynając prace nad jego utworzeniem.

## Ważniejsze zabytki

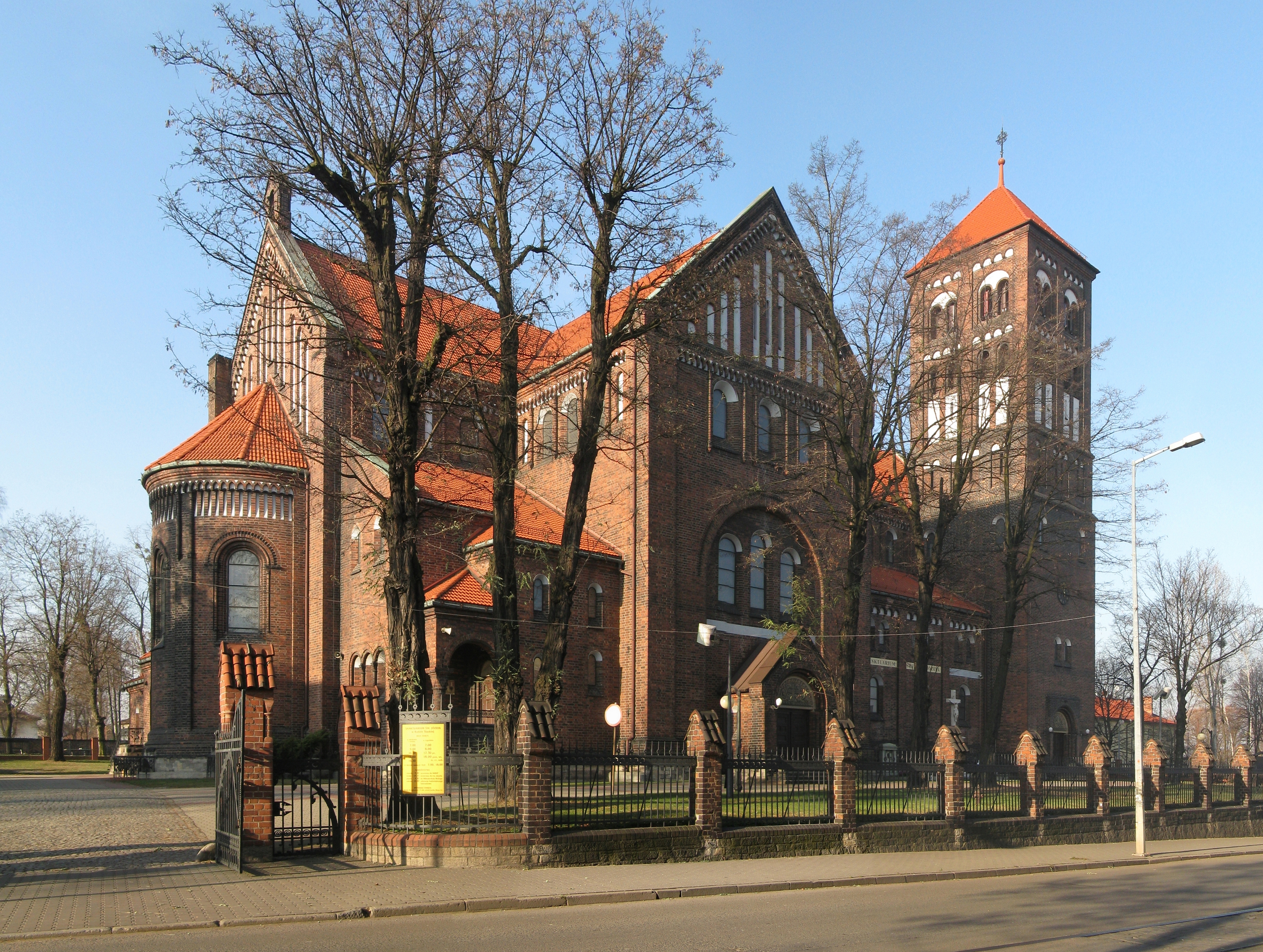
Sanktuarium pw. Świętego Józefa (2018)

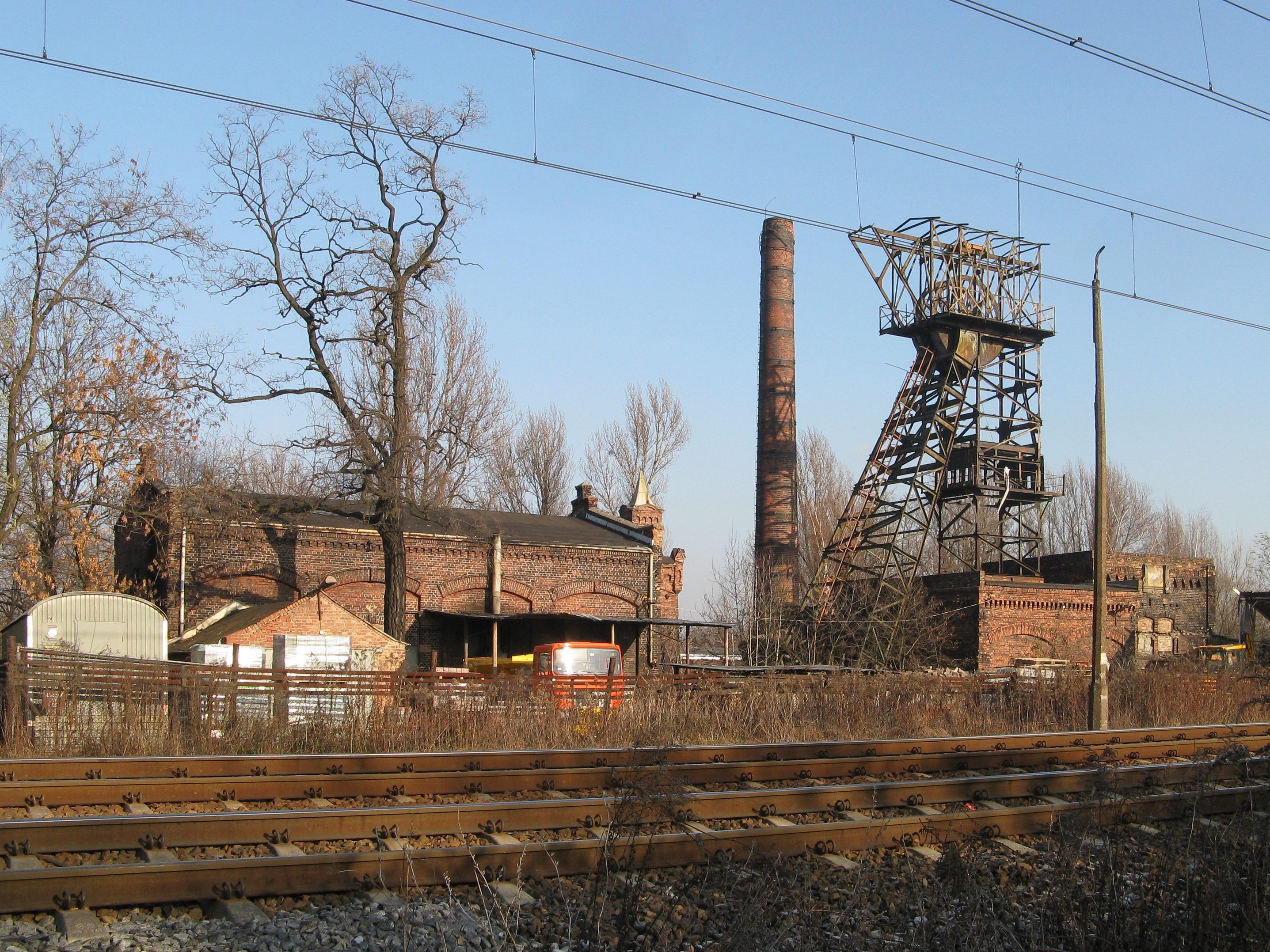
Zespół zabudowań szybu „Franciszek” (2018)

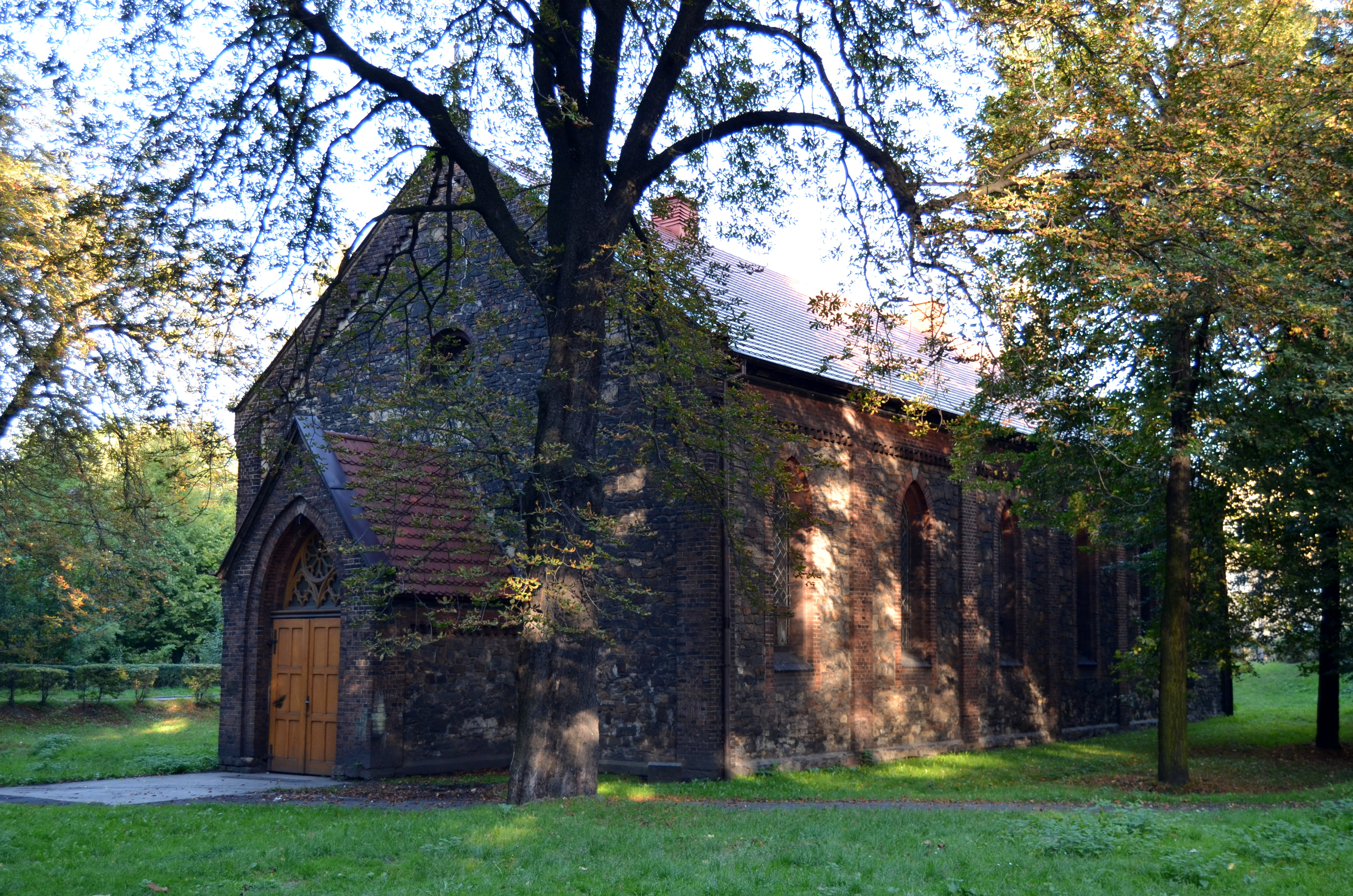
Kaplica św. Piusa X (2012)

- kościół pod wezwaniem Matki Boskiej Różańcowej
- sanktuarium pod wezwaniem Świętego Józefa
- kaplica pw. św. Piusa X
- kamienice przy ul. Wolności, numery: 8, 10, 13
- kolonie robotnicze przy ul. Kościelnej – ul. Staszica – ul. Wolności oraz ul. Wolności – ul. Raciborskiej – ul. Szczęść Boże
- zespół zabudowań szybu Franciszek
- budynek przy ul. Wolności 1
- dom Karola Goduli

## Atrakcje
- Muzeum Miejskie im. Maksymiliana Chroboka w Rudzie Śląskiej
- Basen kryty MOSiR

## Edukacja
- Przedszkola:
  - Miejskie Przedszkole nr 7 im. Barbórki
  - Miejskie Przedszkole nr 8
  - Miejskie Przedszkole nr 38 im. Słoneczna Kraina
  - Miejskie Przedszkole nr 40
- Szkoły Podstawowe:
  - Szkoła Podstawowa nr 3 im. hrabiny Joanny Gryzik von Schaffgotsch
  - Szkoła Podstawowa nr 30 im. Karola Miarki
  - Szkoła Podstawowa nr 41 im. Gwarków Rudzkich
  - Szkoła Podstawowa nr 28 im. Wincentego Janasa
- Szkoły średnie:
  - I Liceum Ogólnokształcące im. Adama Mickiewicza

## Komunikacja

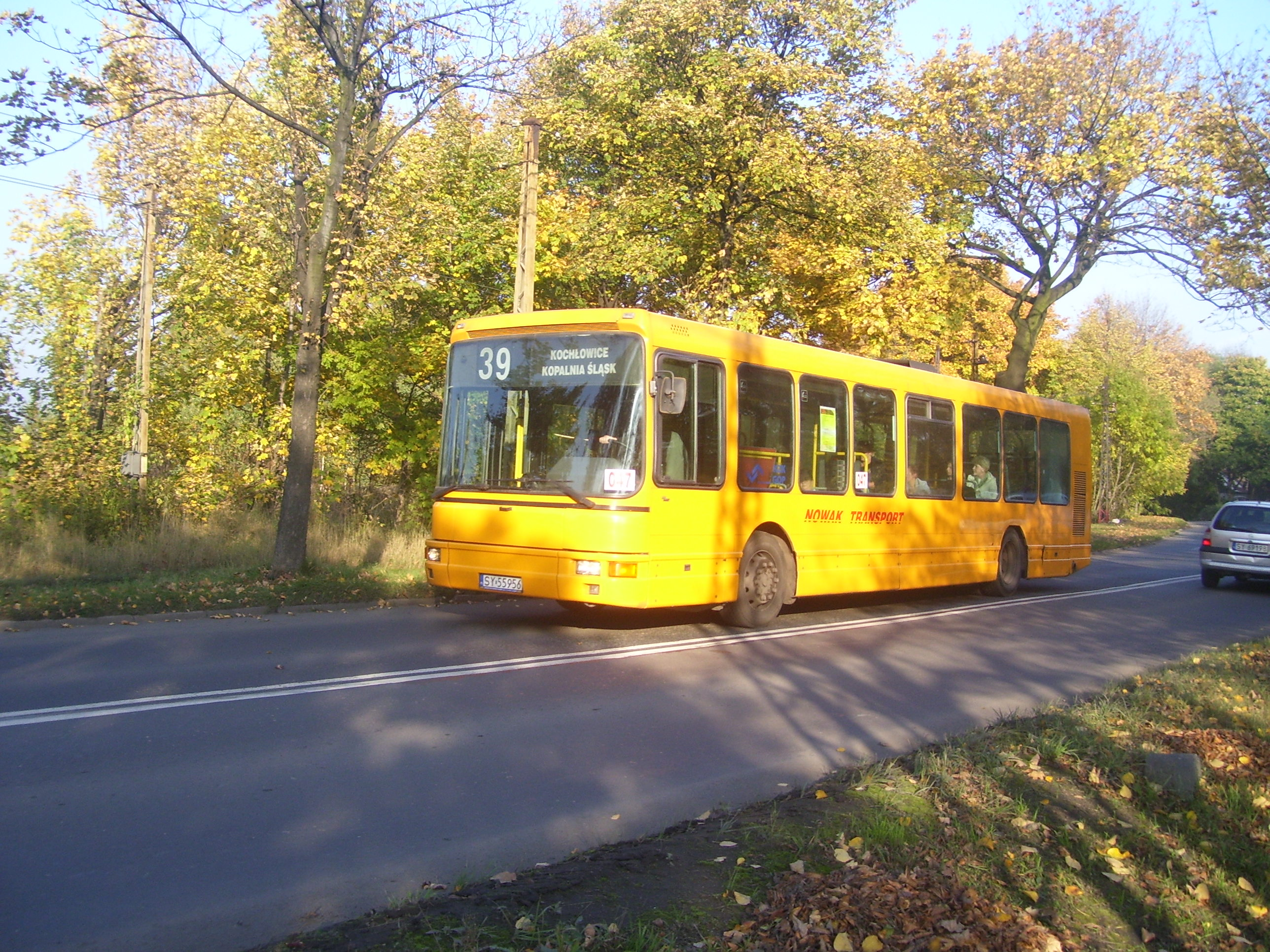
Autobus linii 39

W dzielnicy Ruda komunikację miejską całkowicie zapewnia ZTM:
- linie tramwajowe: 5
- linie autobusowe: 6, 39, 118, 146, 147, 155, 230, 255, 840, 840N, M1, M24[4]

Linią tramwajową numer 5 dostaniemy się do dzielnicy Chebzie w tym na tamtejszą pętlę, skąd dojedziemy do innych dzielnic oraz Świętochłowic i Chorzowa. Tramwajem dojedziemy także do Bytomia i Zabrza. Autobusami dostaniemy się do Bytomia, Zabrza, Gliwic, Chorzowa, Świętochłowic oraz Katowic, a także do wszystkich pozostałych dzielnic miasta.
Poza tym w dzielnicy Ruda znajduje się przystanek kolejowy: Ruda Śląska. Na przystanku zatrzymują się pociągi Kolei Śląskich do Gliwic, Katowic, Zawiercia i Częstochowy, a w weekendy także do Bielska-Białej, Wisły i Zwardonia.